# 奥拉夫·恩格尔哈特
奥拉夫·恩格尔哈特（德語：Olaf Engelhardt，1951年3月2日—），德国男子帆船运动员。他曾代表东德参加1976年和1980年夏季奥林匹克运动会帆船比赛，其中1976年奥运会获得一枚铜牌。